# Waitakere United
El Waitakere United fue un club de fútbol neozelandés con sede en Waitakere, en la región de Auckland. Formó parte del Campeonato de Fútbol de Nueva Zelanda desde 2004 hasta 2021.
La entidad fue fundada en 2004 como una franquicia deportiva semiprofesional, compuesta por doce clubes amateur representativos del oeste de Auckland. A lo largo de su historia ha conquistado cinco ligas neozelandesas y dos Ligas de Campeones de Oceanía —2007 y 2008—, además de haber disputado la Copa Mundial de Clubes de la FIFA en dos ocasiones. El equipo desapareció en 2021 con motivo de la reestructuración de la liga neozelandesa.

## Historia
Los orígenes del equipo se encuentran en la creación del Campeonato de Fútbol de Nueva Zelanda en 2004. La Asociación de Fútbol de Nueva Zelanda había impulsado que la competencia siguiese un modelo de franquicias en cada ciudad, similar a la liga australiana. En ese contexto, doce clubes del oeste de Auckland se unieron para crear una franquicia semiprofesional en Waitakere, una de las ciudades con mayor tradición futbolística del país.
El Waitakere United debutó en la temporada 2004-05 con un subcampeonato: después de haber finalizado la fase regular en segundo lugar, perdió la final contra el Auckland City F. C. Tras un decepcionante sexto lugar al año siguiente, en la edición 2006-07 el equipo rojiblanco quedó primero en la fase regular y volvió a perder la final ante el Auckland City, que para entonces ya se había convertido en su mayor rival.
A partir de la temporada 2007-08, se convirtió en uno de los clubes más potentes de la Confederación de Oceanía. El equipo disputó la edición inaugural de la Liga de Campleones de la OFC 2007, y después de haber eliminado al Auckland y al AS Mont-Dore neocaledonio, tuvo que remontar una final a doble partido contra el Ba F. C. fiyiano para hacerse con su primer título. Ese mismo curso, el Waitakere se alzó con la primera liga neozelandesa tras derrotar en la final al Team Wellington. Al año siguiente, los norteños revalidaron la Liga de Campeones oceánica 2007-08 con un triunfo sobre el Kossa F. C. salomonense.
El Waitakere United disputó también la Copa Mundial de Clubes de la FIFA como representante oceánico en las ediciones de 2007 y 2008, si bien cayó eliminado ambas veces en primera ronda frente al Sepahan iraní y el Adelaide United australiano, respectivamente.
A nivel nacional, vivió su mejor época en la década de 2010 con cuatro ligas consecutivas desde 2009 hasta 2013. No obstante, el equipo no pudo proclamarse campeón oceánico y perdió dos finales: en 2009-10 contra el Hekari United papuano, y en 2013 ante sus rivales del Auckland City. Desde entonces, los resultados del Waitakere empeoraron y el equipo tuvo que conformarse con actuaciones discretas en la liga nacional.
Al término de la temporada 2020-21, la federación reestructuró el sistema de ligas de Nueva Zelanda con una nueva competencia, la New Zealand National League, que daba mayor importancia a las ligas regionales y suavizaba las condiciones para inscribirse. De este modo, el Waitakere United desapareció como club de fútbol y algunos de sus antiguos fundadores decidieron competir por separado.

## Estadio
El Waitakere United ha utilizado distintos campos a lo largo de su historia. Desde 2014 jugó sus partidos como local en el estadio Douglas Track & Field, ubicado dentro del recinto deportivo Trusts Arena; el terreno de juego está rodeado por una pista de atletismo y cuenta con una grada que puede albergar hasta 4900 espectadores. Anteriormente jugó en Fred Taylor Park, un parque deportivo con varios campos y aforo de 1000 espectadores.
Ocasionalmente ha utilizado recintos más grandes para sus partidos internacionales, como el Estadio North Harbour y el Estadio Mount Smart.

## Organigrama deportivo

### Jugadores

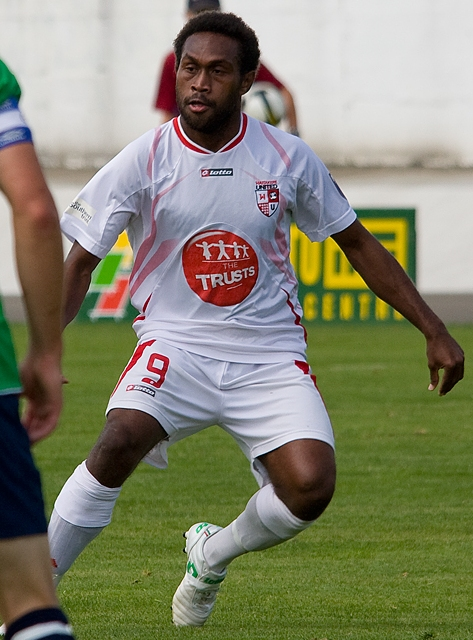
Benjamin Tottori con la equipación del Waitakere United

La siguiente lista recoge algunos de los futbolistas más destacados de la entidad.
| - Danny Hay (2006-2009) - Daniel Koprivcic (2006-2009) - Allan Pearce (2006-2014) - Jonathan Perry (2008-2009) - Aaron Scott (2008-2016) - Jake Butler (2008-2019) - Ryan De Vries (2010-2013) - Roy Krishna (2008-2013) |  | - Danny Robinson (2008-2016) - Neil Emblen (2007-2012) - Chris Bale (2007-2012; 2017) - Brian Shelley (2012-2015) - Commins Menapi (2007-2008) - Benjamin Totori (2007-2010) - Gagame Feni (2011-2012) - Keryn Jordan (2004-2005) |

### Entrenadores
El técnico que más veces ha dirigido al Waitakere United ha sido Chris Milicich, responsable durante diez temporadas no consecutivas. En su segunda etapa logró los primeros títulos, entre ellos la Liga de Campeones oceánica. Cuando Milicich se marchó a la selección neozelandesa sub-20 fue reemplazado por Neil Emblen, quien compaginó las labores de jugador y entrenador hasta su salida en 2012 y se convirtió en el técnico más laureado del club.

## Datos del club
- Temporadas en el Campeonato de Fútbol de Nueva Zelanda: 17
- Mejor puesto en la fase regular: 1.º (2006-07, 2007-08, 2008-09, 2010-11 y 2012-13)
- Peor puesto en la fase regular: 7.º (2017-18)
- Mejor puesto en los playoffs: Campeón (2007-08, 2009-10, 2010-11, 2011-12 y 2012-13)
- Mayor goleada conseguida:
  - En campeonatos nacionales: 9-1 contra Canterbury United (2007-08) y Waikato FC (2012-13) y 8-0 contra Otago United (2006-07)
  - En torneos internacionales: 10-0 contra AS Tefana (Liga de Campeones 2011-12)
- Mayor goleada encajada:
  - En campeonatos nacionales: 0-5 contra WaiBOP United (2015-16) y 2-7 contra Team Wellington (2016-17)
  - En torneos internacionales: 0-3 contra Hekari United (Liga de Campeones 2010-11) y AS Tefana (Liga de Campeones 2011-12)

## Palmarés

### Torneos nacionales (6)
- Premiership de Nueva Zelanda (5): 2007-08, 2009-10, 2010-11, 2011-12 y 2012-13.
- Charity Cup (1): 2012.

### Torneos internacionales (2)
- Liga de Campeones de la OFC (2): 2007 y 2007-08.

### Waitakere United Youth
- Liga Juvenil de Nueva Zelanda (2): 2008 y 2010-11.